# Lam Pho
Lam Pho (tiếng Thái: ลำโพ, phát âm [lām pʰōː]) là một trong tám phó huyện (tambon) của huyện Bang Bua Thong, ở tỉnh Nonthaburi, Thái Lan. Phó huyện xung quanh (theo chiều kim đồng hồ) là Khlong Khoi và Lahan. Vào năm 2020 tổng dân số ở đây là 13.094 người.

## Phân cấp hành chính

### Hành chính trung tâm
Phó huyện được chia thành 8 làng (muban).
| No. | Tên                                          | Tiếng Thái                        |
| --- | -------------------------------------------- | --------------------------------- |
| 01. | Ban Lak Khon Nuea (Ban Khlong Lak Khon Nuea) | บ้านลากค้อนเหนือ (บ้านคลองลากค้อนเหนือ) |
| 02. | Ban Lam Pho                                  | บ้านลำโพ                           |
| 03. | Ban Lam Pho                                  | บ้านลำโพ                           |
| 04. | Ban Lam Pho                                  | บ้านลำโพ                           |
| 05. | Ban San Chao                                 | บ้านศาลเจ้า                         |
| 06. | Ban Hua Khu                                  | บ้านหัวคู้                            |
| 07. | Ban Lak Khon (Ban Lam Pho)                   | บ้านลากค้อน (บ้านลำโพ)               |
| 08. | Ban Sam Yaek                                 | บ้านสามแยก                         |

### Hành chính địa phương
Toàn bộ khu vực phó huyện được bao phủ bởi tổ chức hành chính phó huyện Lam Pho (tiếng Thái: องค์การบริหารส่วนตำบลลำโพ).